# Finger Tips
Finger Tips war eine Bastelserie für Kinder, die in Deutschland von Super RTL und Junior ausgestrahlt wurde. Die englische Produktionsfirma ist The Foundation TV Productions Limited, die neben dieser Show noch vier weitere Kindersendungen produziert. Die deutsche Erstausstrahlung war am 20. September 2004 auf Super RTL.
Getreu dem Motto der Sendung, zeigen die Moderatoren den Zuschauern, wie sie „tolle Sachen ganz leicht mit den Fingern hinbekommen“. Moderiert wurden die ersten drei Staffeln von Stephen Mulhern und Fearne Cotton, die in der vierten Staffel durch Naomi Wilkinson ersetzt wurde. In der fünften Staffel verließ Mulhern die Sendung, das neue Moderationsteam wurden Naomi Wilkinson und Tim Dixon.
Finger Tips sieht sich selbst als Kreativmagazin für Kinder. Dies beinhaltet aber mehr als nur Malen und Basteln.
So gibt es verschiedene Unterkategorien:
- Technik-Fingertips: es wird gezeigt, wie man mit Hilfe des Computers kreativ sein kann.
- Grüne Fingertips: Ideen für Blumen und Garten
- Leckere Fingertips: Kreative und einfache Koch- und Backideen
- Spiele-Finger-Tips: Herstellung von Spielen
- Clevere Fingertips: „Recycling“ von Dingen aus dem Haushalt (z. B. alte T-Shirts, langweilige Gürtel, Möbel)

Am Ende steht jeweils die Vorstellung einer Mottoparty, inklusive Kostümen, Essen, Dekoration und der Herstellung eines Party-Spiels.
Besondere Herausforderung ist das Minutenspiel, bei dem einer der Moderatoren jeweils versucht, mit nur wenig Material etwas in nur 60 Sekunden zu basteln.
Gesendet wurde Finger Tips außer in Österreich, Deutschland und Großbritannien auch noch in Frankreich, der Schweiz, Belgien, Griechenland, Hongkong, Malaysia, Singapur, Thailand und Kanada.
Nach fünf Staffeln in acht Jahren beendete der britische Sender ITV die Produktion der Sendung.

## Synchronisation
| Moderator/in    | Sprecher/in      | Staffel |
| --------------- | ---------------- | ------- |
| Fearne Cotton   | Samia Little Elk | 1–3     |
| Naomi Wilkinson | Diana Borgwaldt  | 4–5     |
| Stephen Mulhern | Björn Schalla    | 1–4     |
| Tim Dixon       | Tammo Kaulbarsch | 5       |

## Bücher
- Finger Tips. Kreativ mit Action. Frech, Stuttgart 2005, ISBN 3-7724-5242-6

## DVDs
- Finger Tips 1
- Finger Tips 2
- Finger Tips 3